# Porogymnaspis angulata
Porogymnaspis angulata är en insektsart som beskrevs av Green 1916. Porogymnaspis angulata ingår i släktet Porogymnaspis och familjen pansarsköldlöss. Inga underarter finns listade i Catalogue of Life.